# The End of the Road
The End of the Road (übersetzt Das Ende der Straße; Alternativtitel Alaska: The End of the Road) ist ein britischer Dokumentar-Kurzfilm von John Armstrong aus dem Jahr 1976, der für und mit dem Film für einen Oscar nominiert war.
Dieser Film zeigt die Abläufe, die für den Betrieb des gezeigten Ölfelds erforderlich sind, und die harten klimatischen Bedingungen, unter denen die Arbeiter ihre spezifischen Aufgaben ausführen müssen.

## Inhalt
Erzählt wird die dramatische Geschichte, wie Menschen an einem der lebensfeindlichsten Orte der Welt daran gearbeitet haben, einer energiehungrigen Welt Öl zu bringen.
Am Ende der Straße über Alaskas Nordhang, 250 Meilen jenseits des Polarkreises, liegt Prudhoe Bay. Hier ist das Meer in der Regel, mit Ausnahme von etwa sechs Wochen im Jahr, komplett zugefroren. Der Winter dauert acht Monate. In dieser eisigen Zone haben an die 4000 Menschen Amerikas größtes Ölfeld erschlossen. Um das Öl nach Süden zu einem eisfreien Hafen transportieren zu können, haben circa 20.000 Männer eine Pipeline von 800 Meilen Länge durch Berge, Tundra, Wälder und Flüsse Alaskas gebaut – das teuerste Handelsunternehmen der Geschichte.

## Produktionsnotizen
Produziert wurde der Film von British Petroleum (BP) und Pelican Films, vertrieben von United Artists.

## Auszeichnungen (Auswahl)
Academy Awards 1977
- Nominiert für den Oscar John Armstrong in der Kategorie „Bester Dokumentar-Kurzfilm“

BAFTA Awards 1977
- Gewinner des BAFTA Award John Armstrong in der Kategorie „Bester Dokumentar-Kurzfilm“